# توم شيرمان (لاعب كرة قدم أمريكية)
توم شيرمان (بالإنجليزية: Tom Sherman)‏ هو لاعب كرة قدم أمريكية أمريكي، ولد في 5 ديسمبر 1945 في بيليفو في الولايات المتحدة.

## وصلات خارجية
- توم شيرمان على موقع مرجع كرة القدم المحترفة.كوم (الإنجليزية)
- توم شيرمان على موقع JustSportsStats.com (الإنجليزية)